# Софійський собор (Харбін)

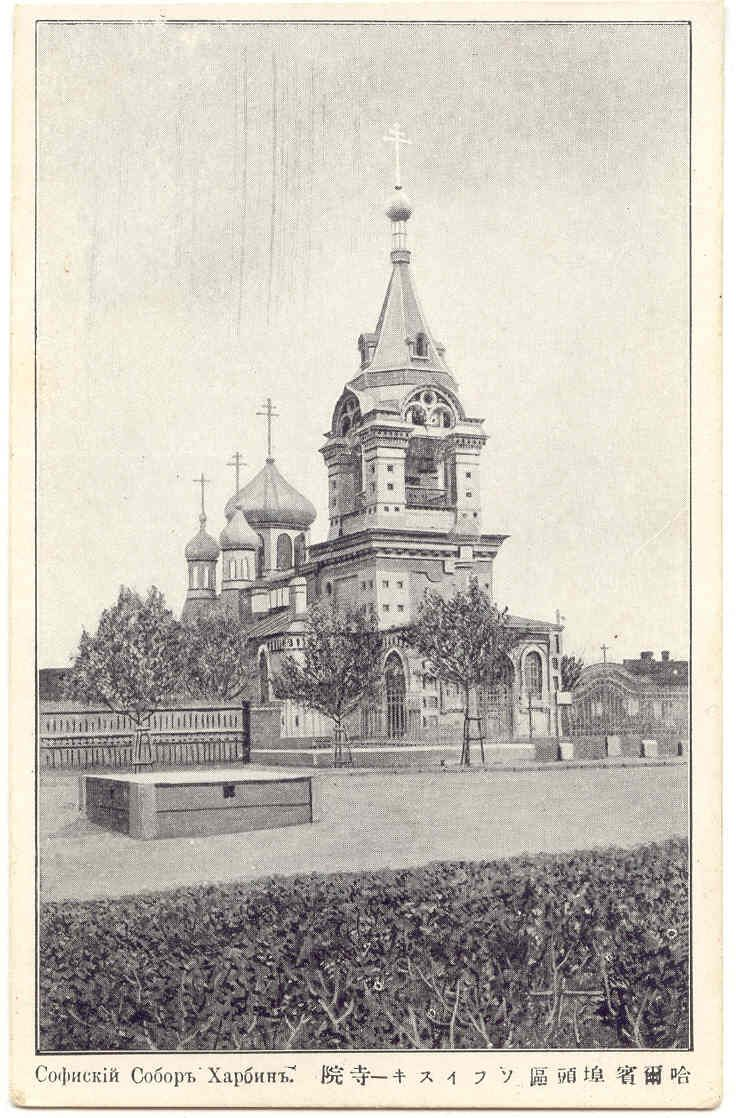
Софійський собор у 1910-ті

Софійський собор (кит.: 哈尔滨圣·索非亚大教堂) — недіючий православний храм у Харбіні. Один із символів Російського Харбіна.
З листопада 1996 перебуває у списку пам'яток культури Китайської Народної Республіки (4-227). В даний час в ньому знаходиться архітектурний музей, де демонструються фотографії та макети будівель Харбіна.

## Історія
Після закінчення Російсько-японської війни військова частина, що евакуювалася з Маньчжурії, під командуванням генерала Едуарда Колянковського в 1907 подарувала харбінцям дерев'яний храм, який раніше служив військовою церквою. У дарчому документі військові відзначали, що вони здійснюють свою пожертву, «щоб російська справа в Харбіні під покровом цього храму зростала і зміцнювалася». Храм заклали на новому місці (район Пристань, вул. Водопровідна, ріг Мостової) 11 лютого 1907. Усі витрати на демонтаж храму та складання будівлі за новою адресою повністю прийняв на себе харбінський чаєторговець Ілля Чистяков. Роботи проводились у рекордні терміни, зайнявши двадцять днів. Храм освятили малим освяченням 4 березня 1907 в ім'я Софії Премудрості Божої, сподіваючись, що пізніше на велике освячення прибуде з Владивостока архіпастир, що й сталося: в 1908 велике освячення здійснив архієпископ. Храм отримав у Харбіні статус першого незалізничного та першого парафіяльного. Ілля Чистяков обійняв посаду ктитора і залишався у ній до смерті 1922. Причт містився парафіяльною радою на добровільні пожертвування парафіян, а хор повністю оплачував Чистяков.
У 1912 зазнав реконструкції - обкладено цеглою та реконструйовано за проектом С. К. Треймана. Прибудований лівий боковий вівтар в ім'я пророка Божого Іллі та мучениці Іраїди (святих, сойменних самому Чистякову та його дружині Іраїді Петрівні). На дзвіниці над входом у храм з'явилися нові дзвони — один великий і вісім малих. Храм виглядав чудово. Ось як описує його Г. Меліхов зі слів діда, харбінського старожила: «Ця легка, витончена споруда висвітлювалася електрикою, і з настанням сутінків його хрести сяяли в темному небі різнобарвними вогнями. Особливістю старої Софійської церкви були живопис і особливо виразний хоровий спів. При вході в неї по обидва боки розташовувалися два великі мальовничі полотна: "Посли Володимирови в Софійському Соборі в Царгороді" і "Хрещення киян при Володимирі"».

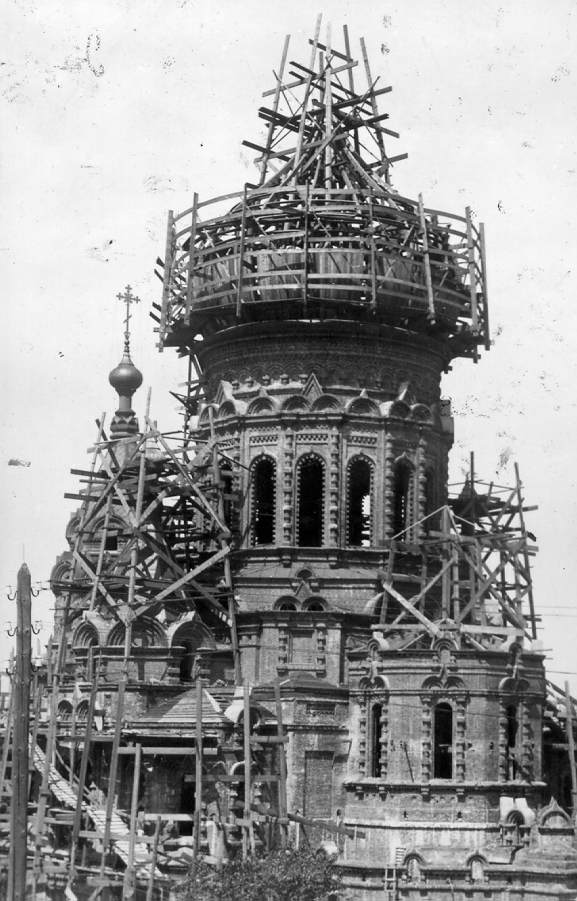
Будівництво Софійського собору. 1928

У зв'язку з припливом емігрантів парафіяльна рада вирішила збудувати нову будівлю церкви на тій же ділянці, де вона грала домінуючу композиційну роль в навколишньому міському ландшафті.
У 1923 відбулася закладка нового собору. Однак до 1930 розгорнути роботи не вдалося. Проект розробив архітектор Михайло Осколков, взявши за основу свій же проект раніше збудованого храму в Благовіщенську. Обидва проекти були реплікою храму на Гутуївському острові в Санкт-Петербурзі, спроектованого видатним архітектором Василем Косяковим.
Після великого освячення храму і до 1941 він залишався найбільшим на території Маньчжурії. Повне освячення оновленого собору відбулося 25 листопада 1932. У старій будівлі розмістилося єпархіальне управління та похоронне бюро, а вечорами проходила заняття богословського інституту святого Володимира.
У 1957 закритий і перетворений на студентський гуртожиток. У період культурної революції існували плани зруйнувати храм. Довгі роки собор перебував у цілковитому запустінні. Якийсь час у будівлі храму розміщувався робочий гуртожиток. У «Збірнику пам'яті 1-го Харбінського Російського справжнього училища» (1987) зазначено, що храм знаходиться «без нагляду і прийшов у повну старість і стоїть без вікон. Навколо нього виросли багатоповерхові житлові будинки, і з вулиць цей храм побачити не можна».
У 1997 відремонтований міською владою. Реставрація вимагає великих витрат. Для відновлення соборної площі було знесено кілька житлових кварталів.
У 2006 церква та площа зазнали нового ремонту з метою розміщення у ньому виставкового залу. Для того, щоб собор та його навколишнє оточення гармоніювали один з одним, будівля була підсвічена, встановлено 16 груп нових галогенних ламп з рефлектором і більш ніж 1000 ламп, які зробили пам'ятку привабливою. Відкрито на початку грудня. У соборі розташувався архітектурний музей, де демонструються світлини та макети будівель Харбіна.
13 травня 2013 собор під час свого візиту до КНР відвідав Патріарх Московський і всієї Русі Кирило Гундяєв.

## Архітектура

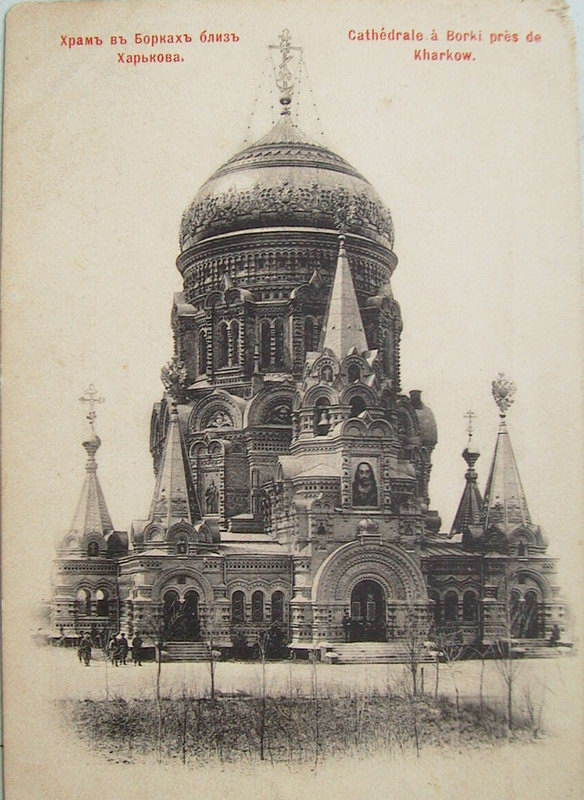
Другий Храм Христа Спасителя у Борках. 1890-ті

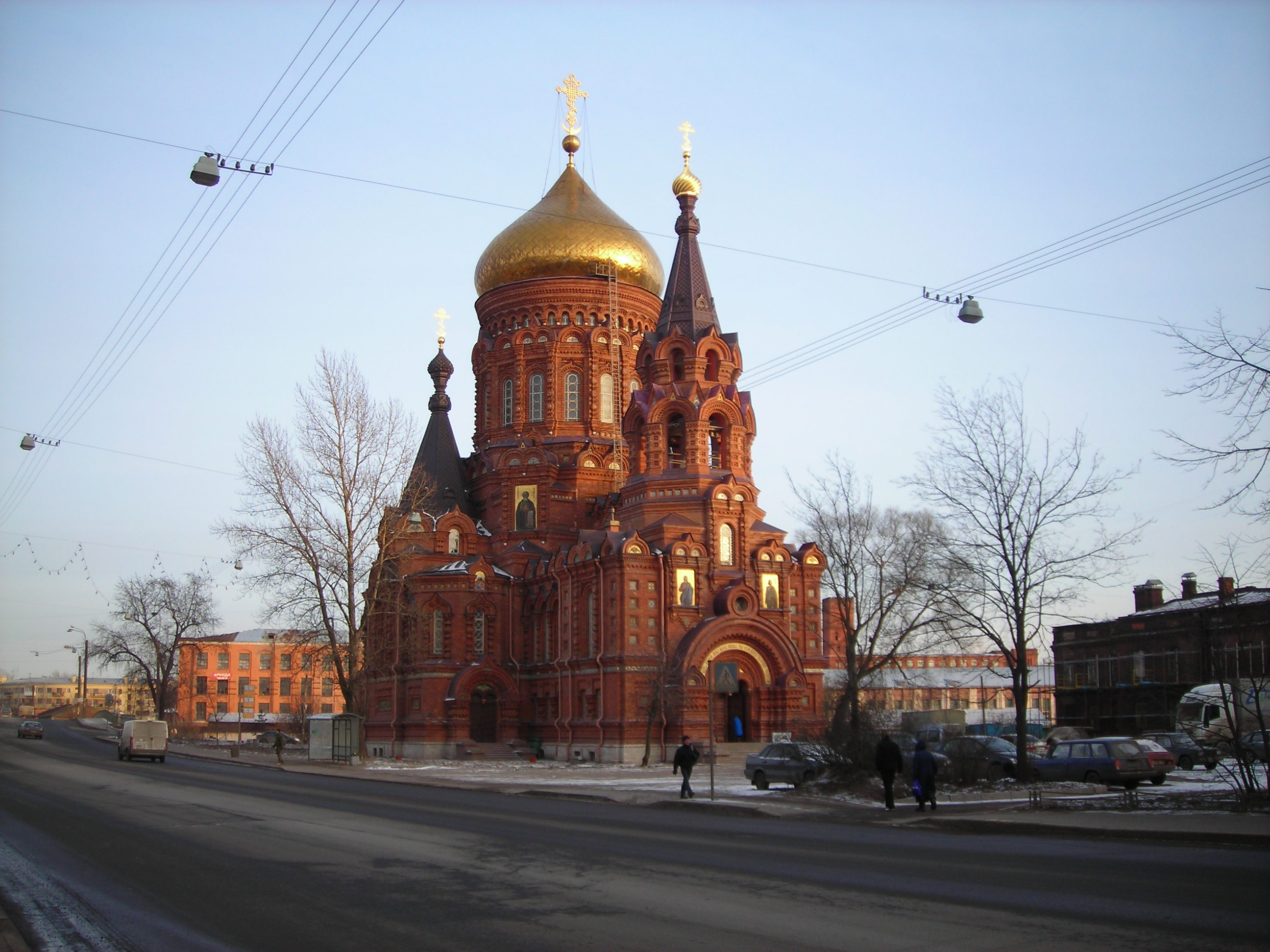
Богоявленський храм у Санкт-Петербурзі

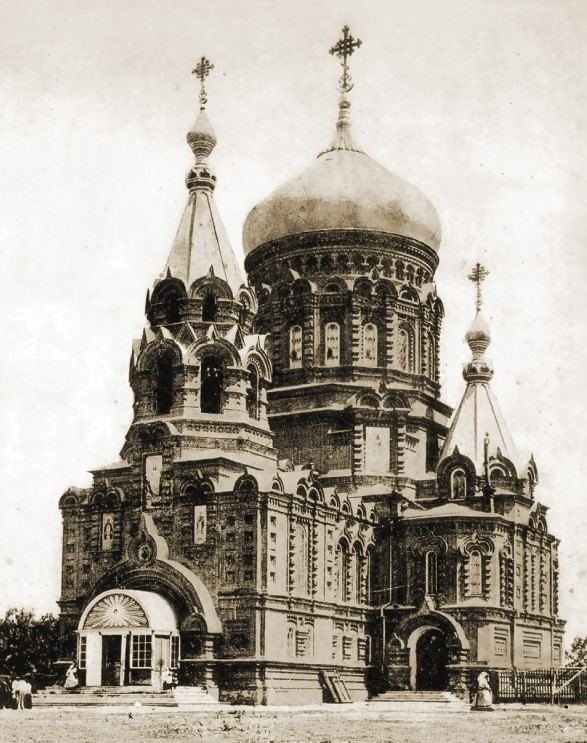
Свято-Троїцький храм у Благовіщенську

Софійський собор відноситься до типу храму з трапезною, має план у вигляді латинського хреста (подовжена західна гілка), апсида з трьох сторін охоплена обхідною галереєю. Простір трапезної поділено на три нефи двома рядами колон. Восьмигранний у плані простір основного об'єму церкви чудово освітлений 16 вікнами, що прорізають високий потужний барабан. Храм увінчаний величезним куполом цибулинної форми, восьмигранними наметами з головками на тонких шийках над бічними межами, фасади розроблені в російському стилі.
Висота Софійського собору – 48,55 метра. Він є одним із найбільших християнських храмів на Далекому Сході і може вмістити 2000 осіб. Стіни з червоної цегли не оштукатурені. Центральний великий розмір купол має цибулинну форму і поставлений на високий барабан, оточений поясом вікон і кокошників, купол прикрашали рельєфні візерунки.
Дві малі глави – шатрові. Фасади прикрашені орнаментальними візерунками з кахлевими та майоліковими вставками, вхід обрамлений арочним порталом. Над входом височить двоярусна шатрова дзвіниця, що звужується до верху, зі стрілчастими арками дзвінниць, увінчана золоченою цибулинною головкою з хрестом. Внутрішні стіни собору розписані російським художником Анастасьєвим.
Нині в соборі збереглося три місця з релігійними предметами: у центрі розташована скульптура Ісуса Христа, з правого боку — ікона Воскресіння Христового та образи святої Софії та святителя Миколая Чудотворця.
Третій Софійський собор у Харбіні мав свої прототипи, точніше, був копією:
- Троїцького (Шадринського) собору в Благовіщенську (знаходився на місці Амурського зоопарку, планується до відновлення);
- Богоявленської церкви в Санкт-Петербурзі.

Проект Богоявленської церкви створювався на основі проекту храму Христа Спасителя на місці аварії імператорського поїзда у Борках.

## Клір
- 1907-1910 - Петро Богданов
- 1910-1912 - Василь Пашин
- 1912-1919 - Опанас Котяков
- 1919-1920 - Анатолій Михайлов
- вересень 1920 - лютий 1923 - Иоанн Сторожев[d]
- лютий 1923 - 11 грудня 1944 - Михайло Філологов
- 1944-1954 - Андрій Голоскевич
- 1954-1955 - Микола Мухін
- 1955-1956 - Фадей Синій
- 1956-1957 - Анікіта Ван

штатні священики 
- Петро Лапікен (1917-1921)
- Симеон Литвинцев (1921-1925)
- Феодор Стрєлков (1921-1929)
- Володимир Петров (1923-1945)
- Олександр Паєвський (1929-1931)
- Андрій Знаменський (1931)
- Петро Малишев (1931-1932)
- Фадей Синій (1932-1935)
- Геннадій Красов (1946-1948)
- Анікіта Ван (1956)

надштатні священики 
- Сергій Лепорський (1925)
- Микола Кіклович (1925)
- Володимир Упшинський (1925-1926)
- Димитрій Смирнов (1925-1930)
- Іполит Фофанов (1926)
- Павло Яхно (1926)
- Георгій Яковлєв (1926-1939)
- Валентин Синайський (1933-1945)
- Василь Яковлєв (1939-1947)
- Микола Кіклович (1947-1956)

штатні диякони 
- Аристарх Сурмелі (1907-1935)
- Микола Вартмінський (1922-1942)
- Михайло Каліновський (1935-1953)
- Анатолій Мухін (1954-1955)

надштатні диякони
- Микола Кіклович (1925)
- Василь Серапінін (1925-1938)
- Микола Старіков (1939)

## Галерея

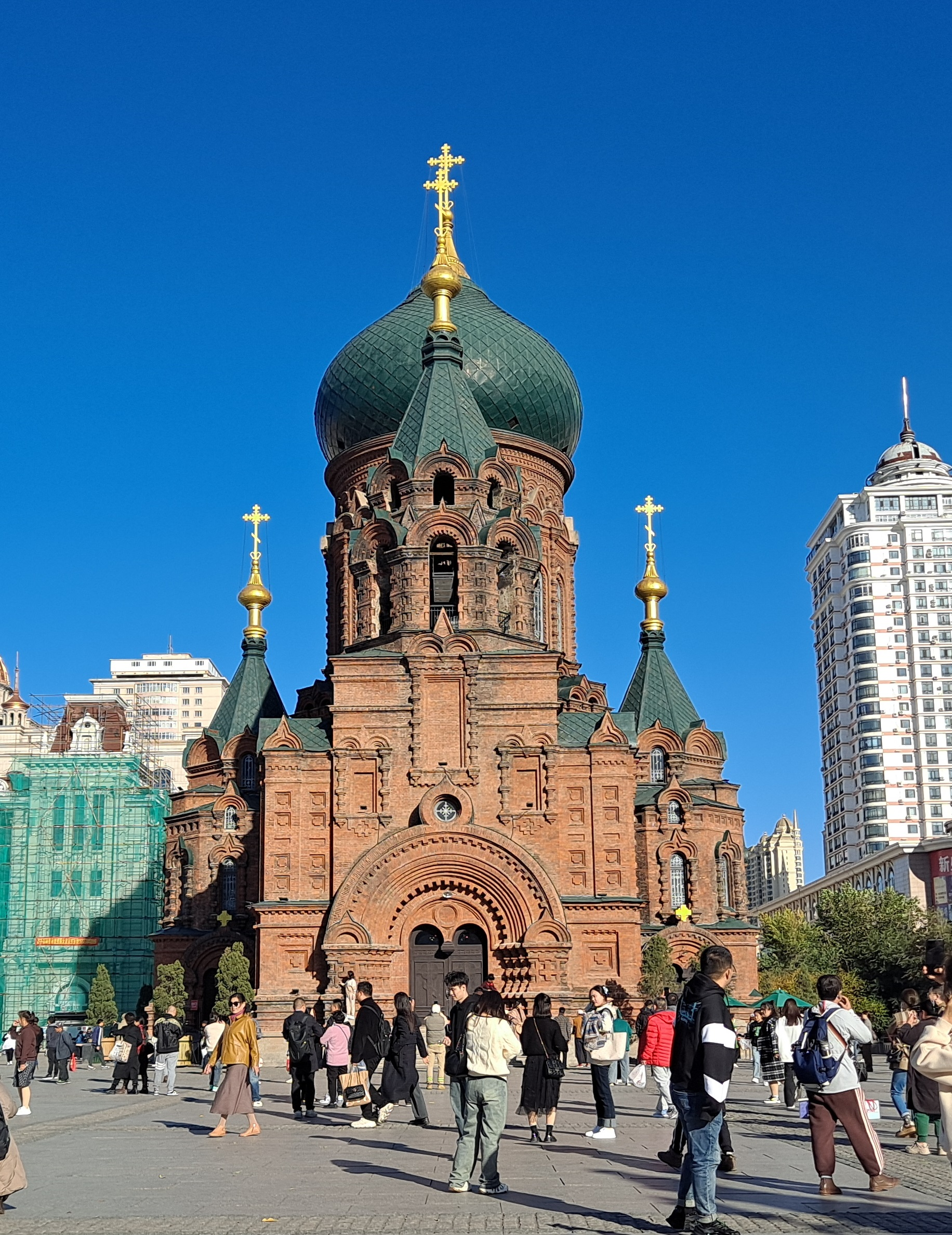
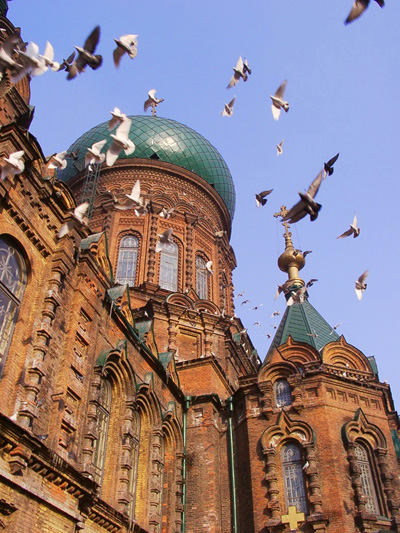
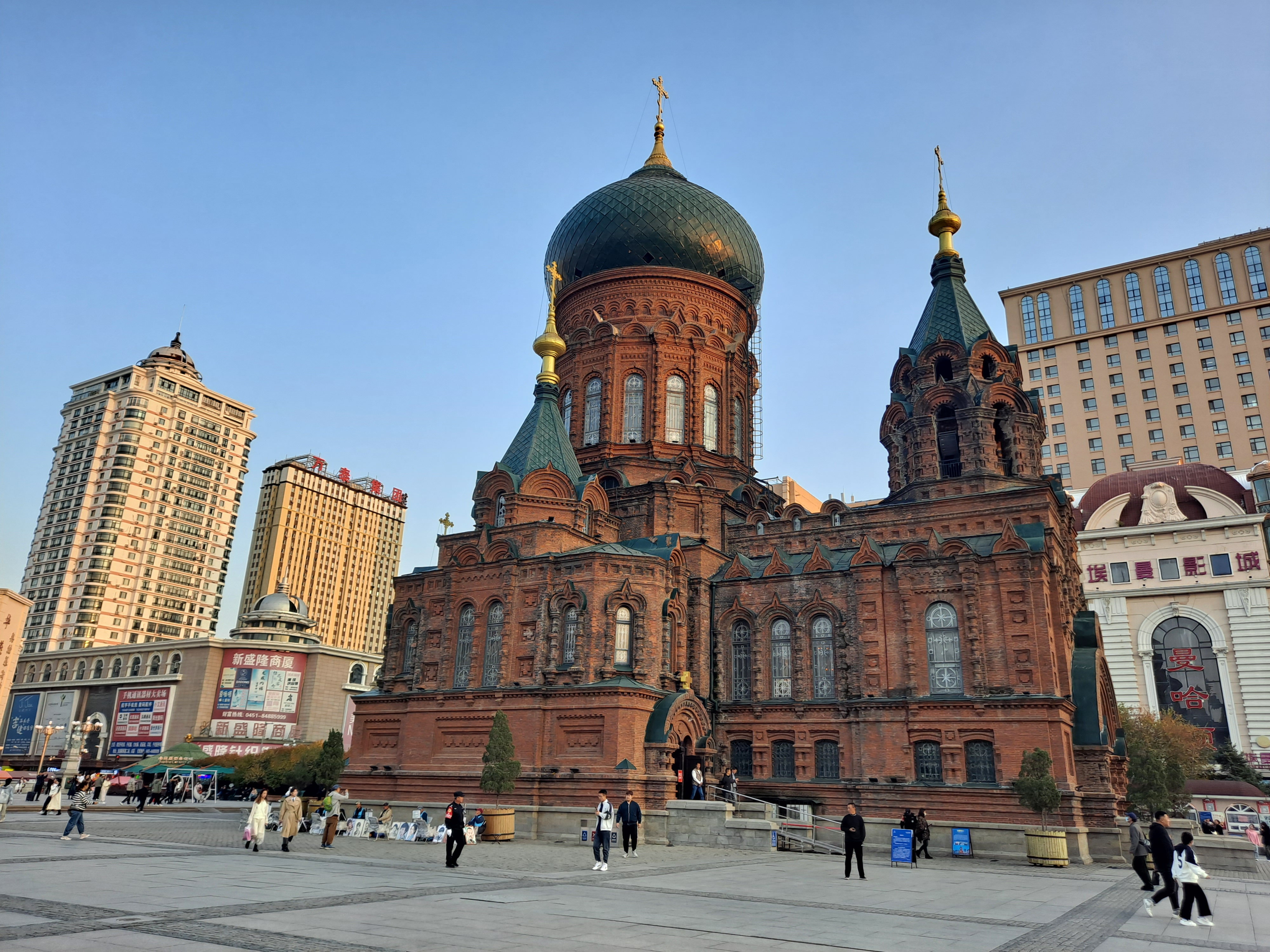
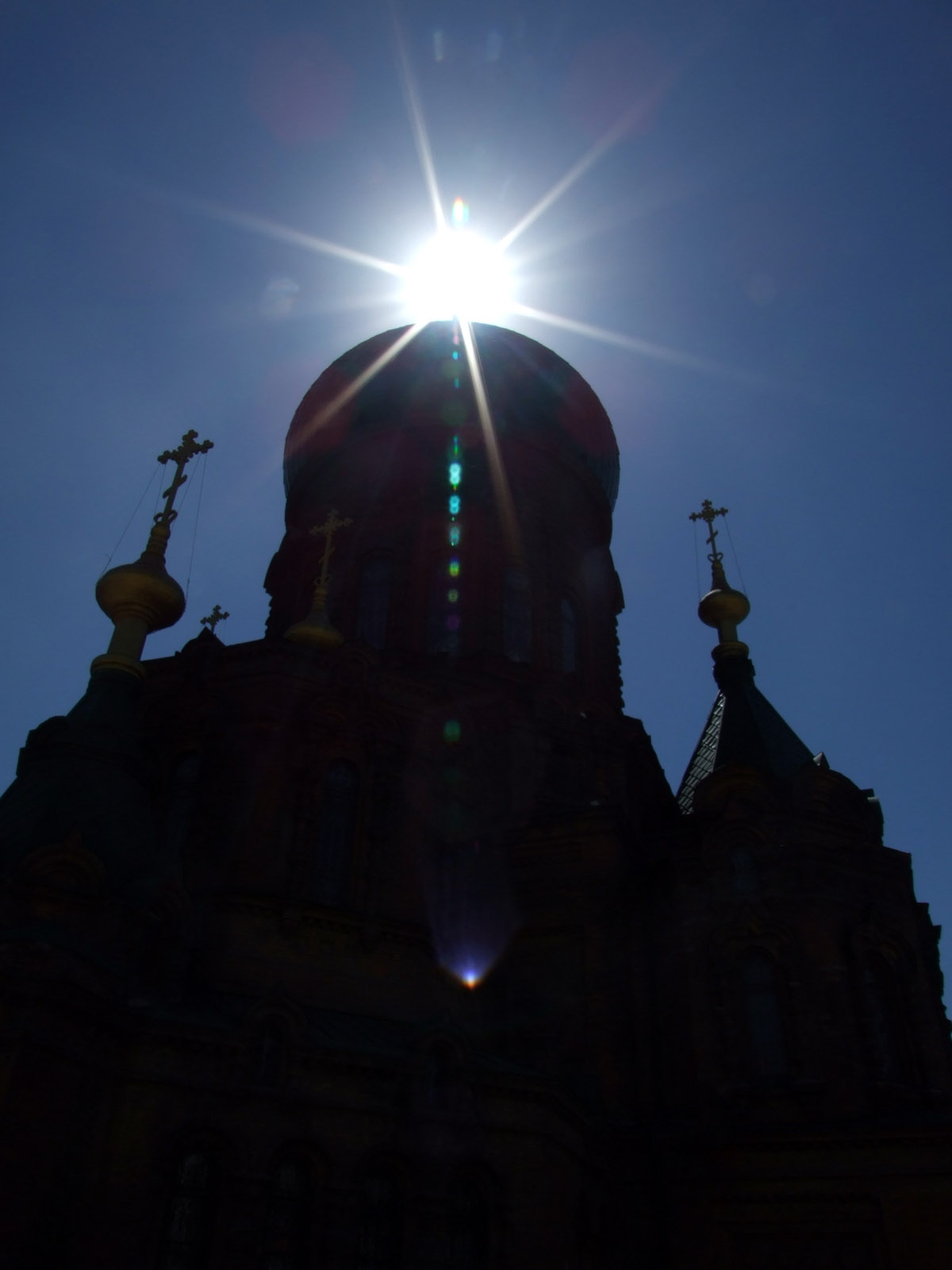
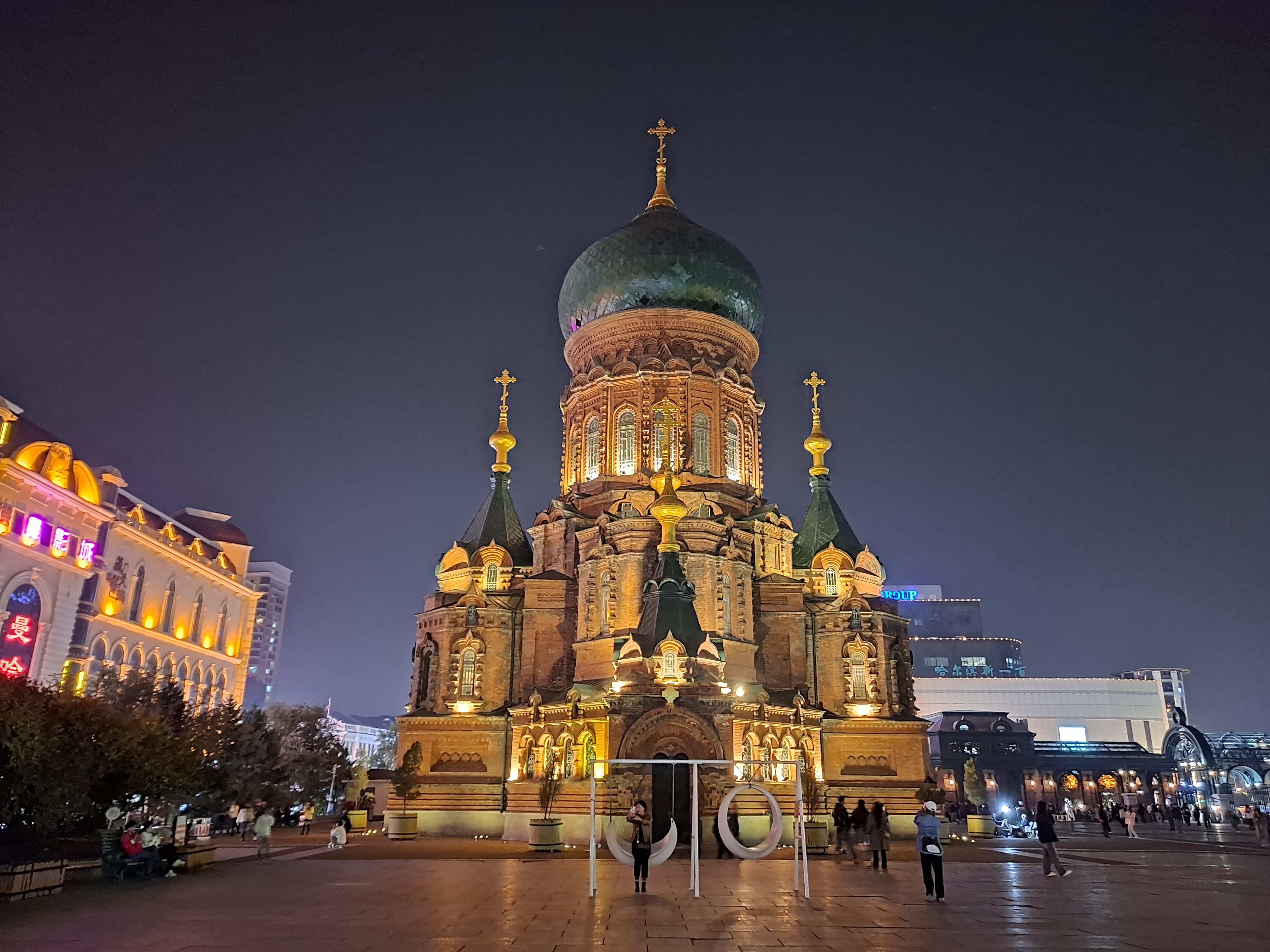
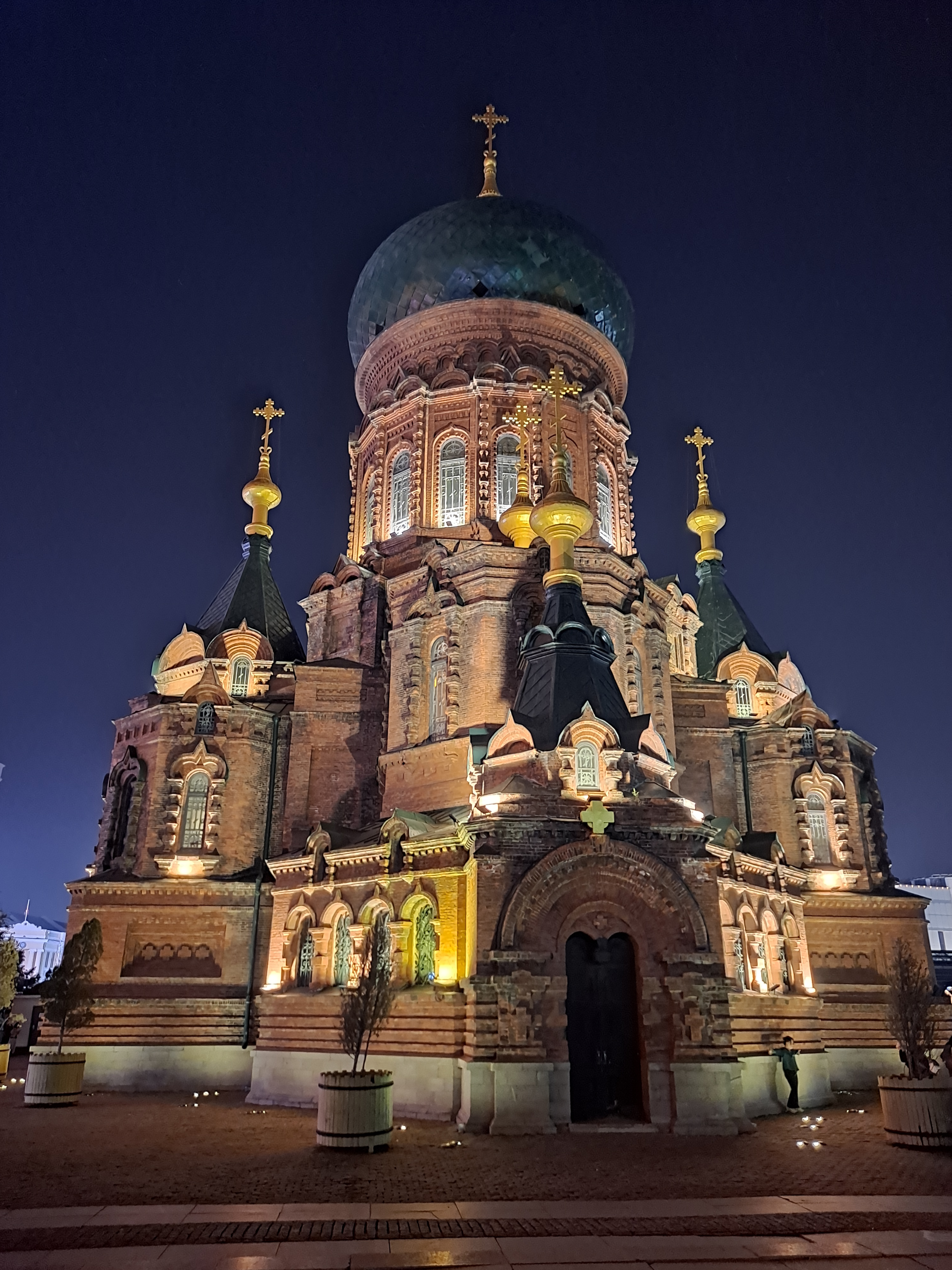
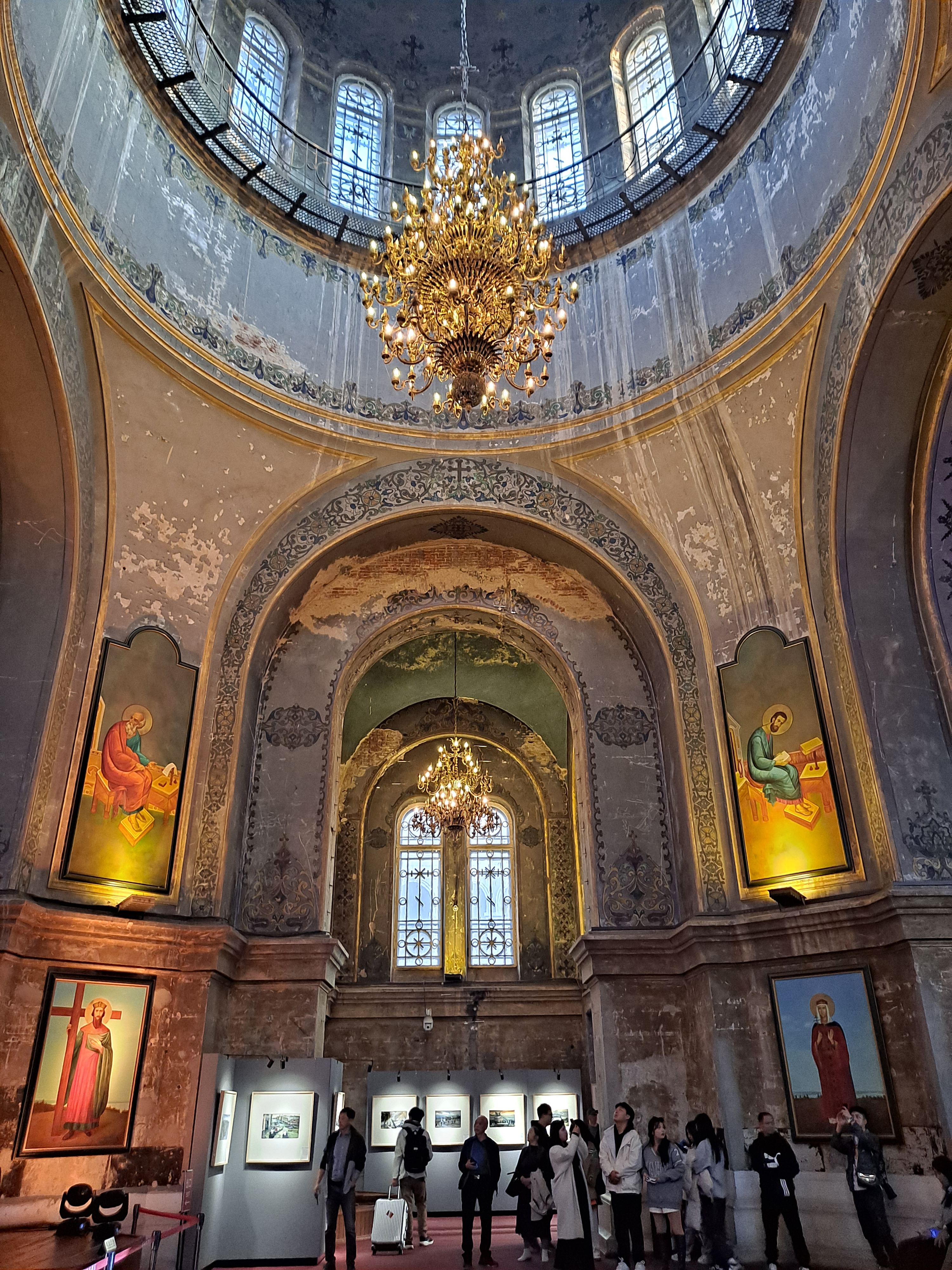
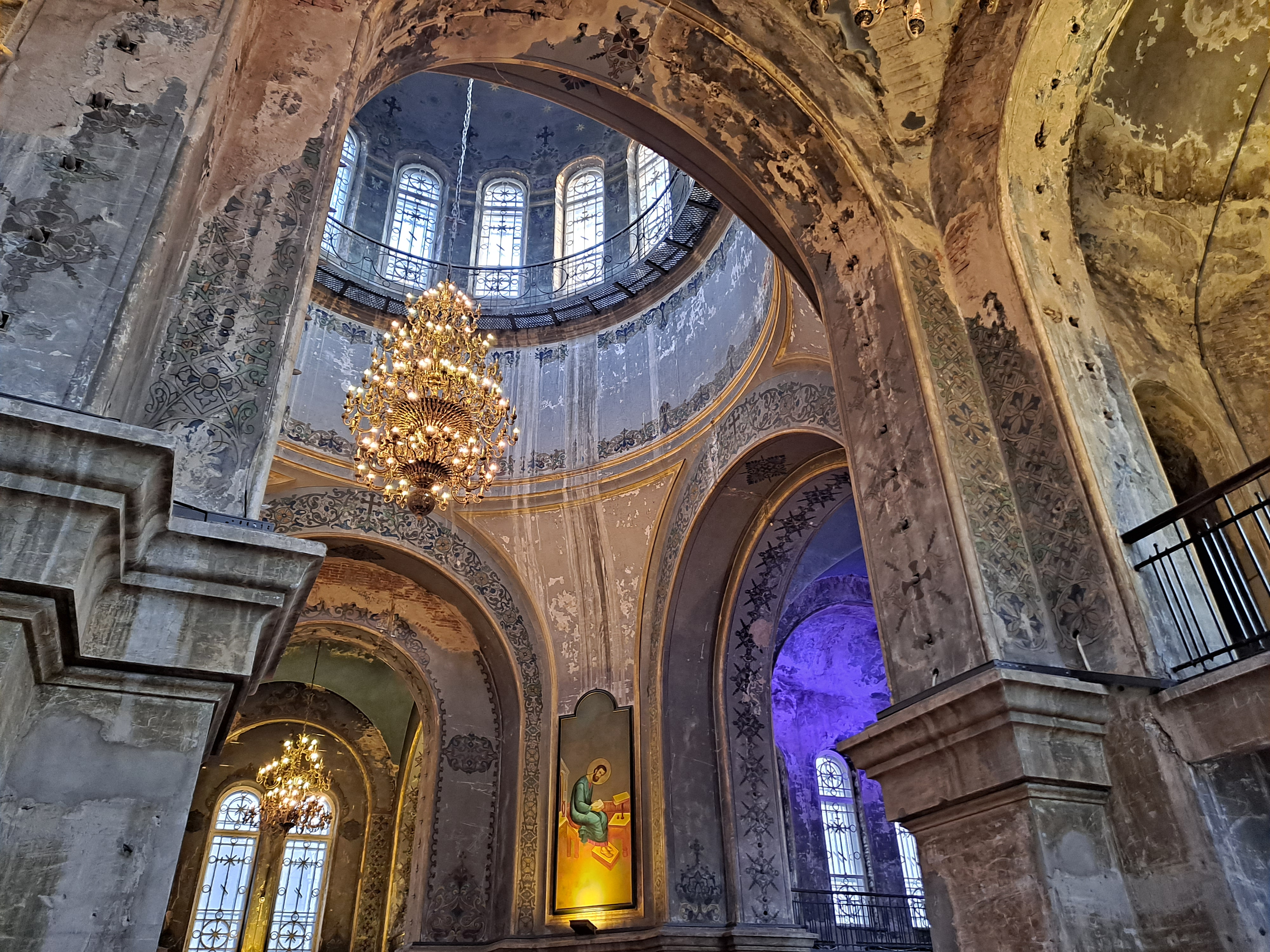
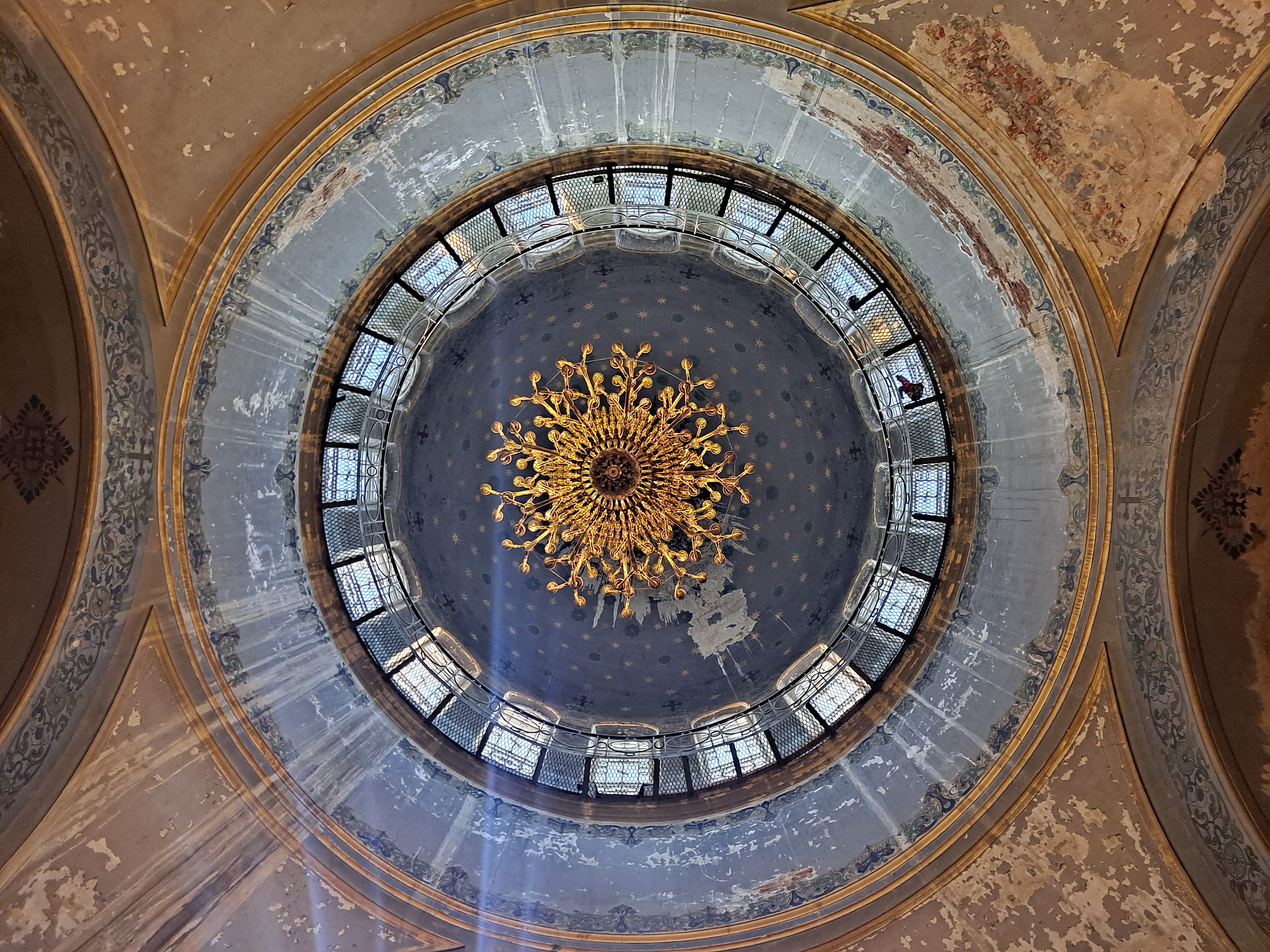
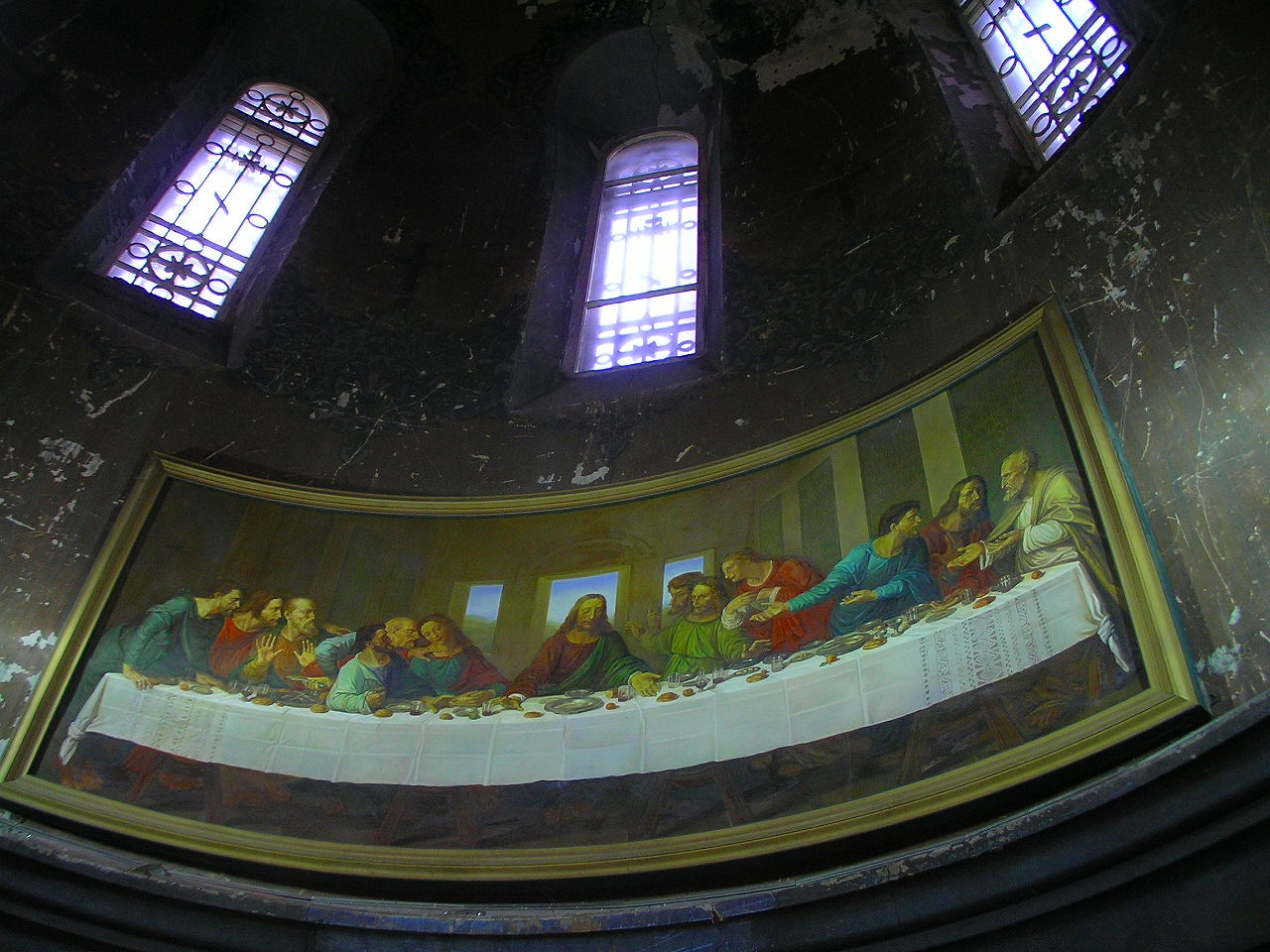
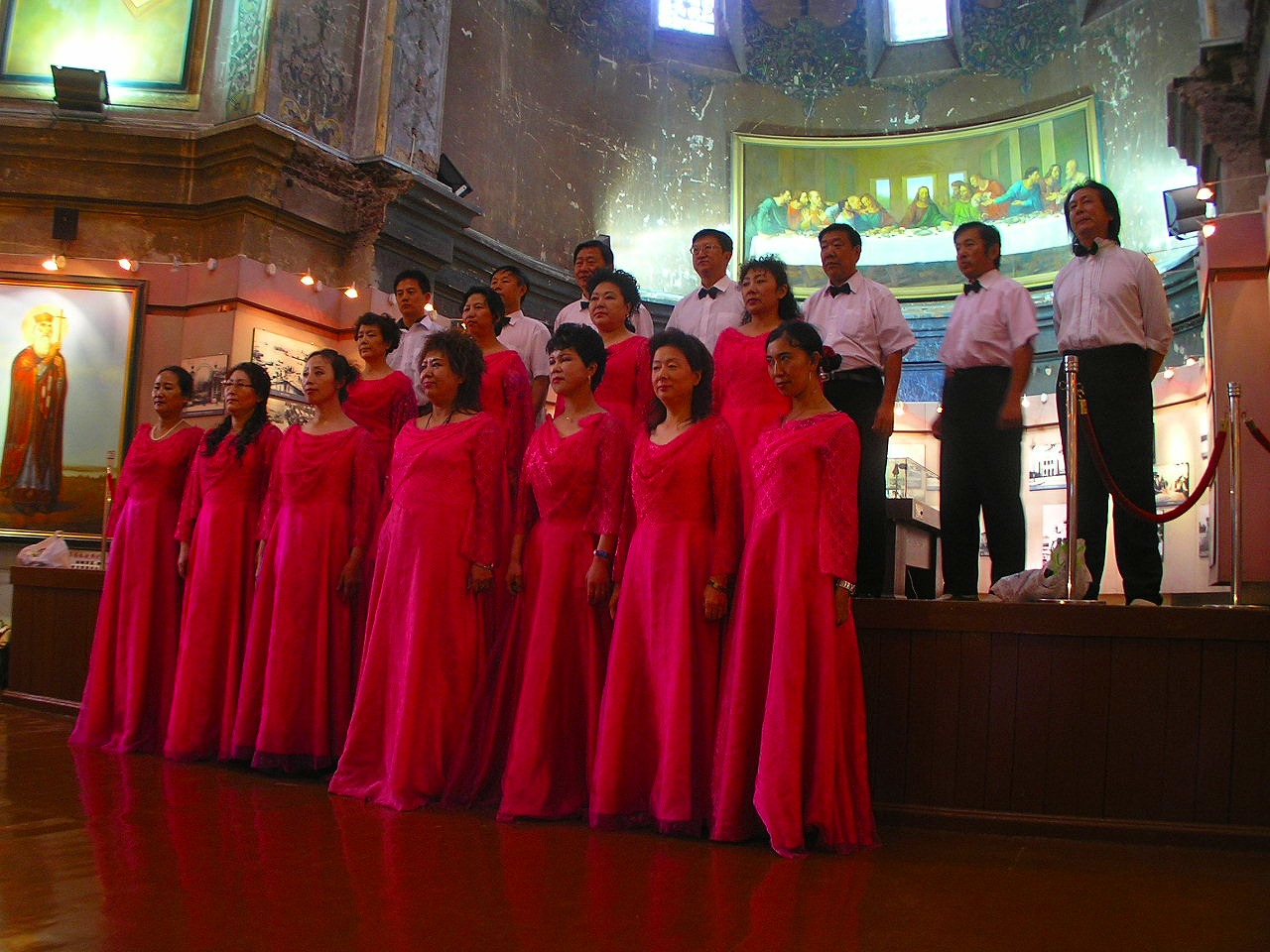
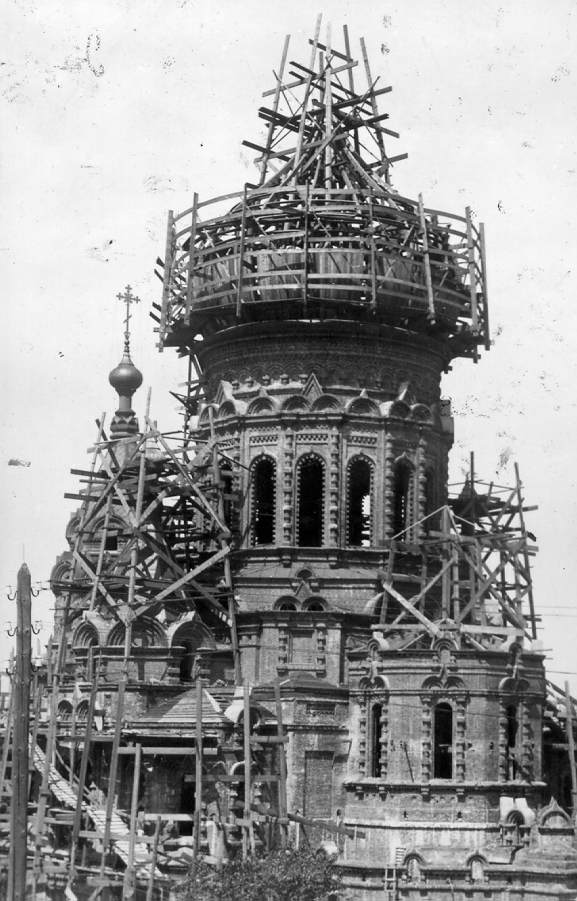
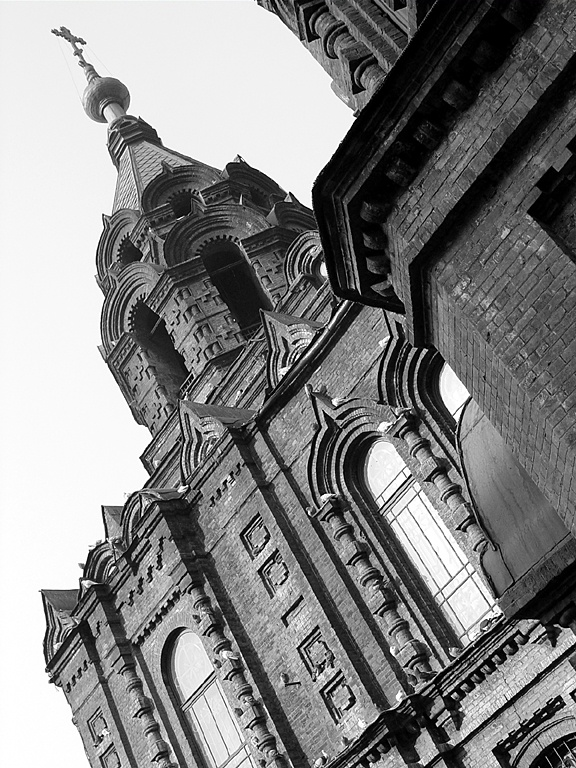
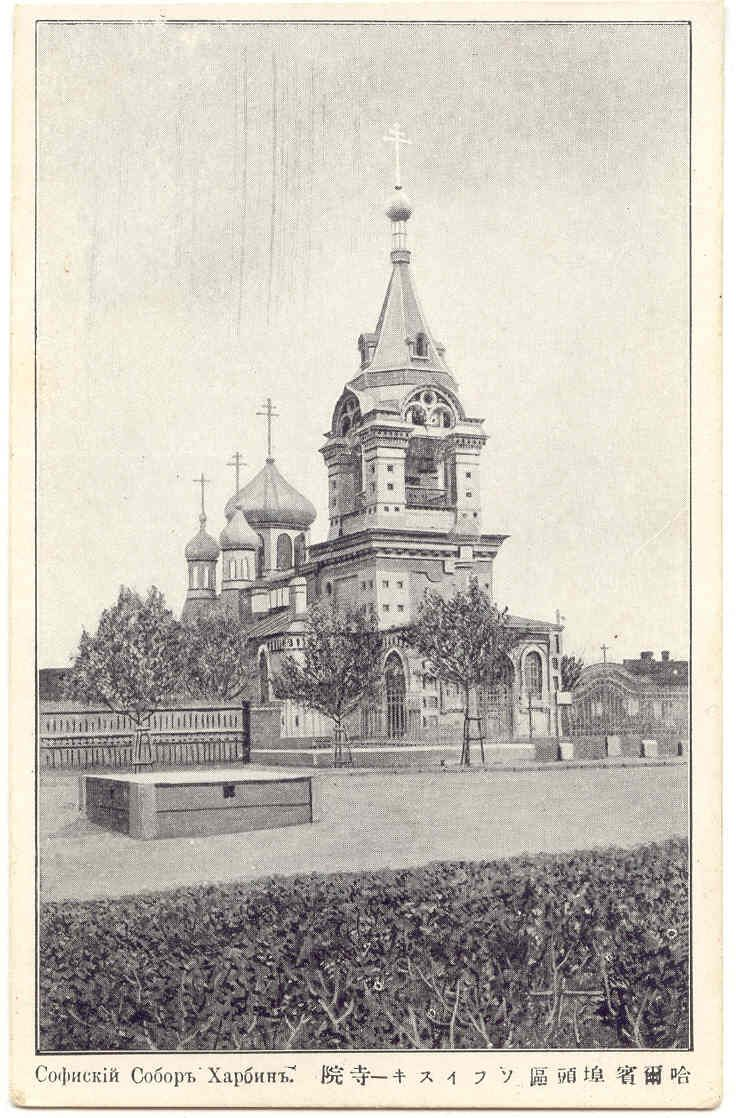
St. Sofia church in Harbin before reconstruction